# Ветрен
Ветрен (мкд. Ветрен) је насеље у Северној Македонији, у источном делу државе. Ветрен је у саставу општине Делчево.

## Географија
Ветрен је смештен у источном делу Северне Македоније, близу државне границе са Бугарском - 6 km северно од насеља. Од најближег града, Делчева, насеље је удаљено 5 km северно.
Насеље Ветрен се налази у историјској области Пијанец. Насеље се развило на северном ободу Делчевске котлине. Североисточно од насеља издиже се планина Влајна, док јужно од њега протиче река Брегалница. Надморска висина насеља је приближно 690 метара. 
Месна клима је континентална.

## Становништво
Ветрен је према последњем попису из 2002. године имао 114 становника.
Претежно становништво у насељу су етнички Македонци (100%).
Већинска вероисповест месног становништва је православље.